# Alfred Sageder
Alfred Sageder (* 29. September 1933 in Gramastetten; † 2017) war ein österreichischer Ruderer, der bei drei Olympiateilnahmen zwei Medaillen gewann.

## Werdegang
Alfred Sageder gewann bei den Ruder-Europameisterschaften 1956 in Bled zwei Medaillen. Im Zweier mit Steuermann belegte er zusammen mit Josef Kloimstein und Steuermann Franz König den dritten Platz hinter den Booten aus der Bundesrepublik Deutschland und aus der Schweiz. Im Zweier ohne Steuermann unterlagen Sageder und Kloimstein nur den sowjetischen Ruderern Igor Buldakow und Wiktor Iwanow. Bei den Olympischen Spielen 1956 starteten Sageder und Kloimstein in beiden Bootsklassen. Im Zweier mit schieden sie im Halbfinale aus, im Zweier ohne erreichten sie das Finale und belegten dort den dritten Platz hinter den US-Amerikanern James Fifer und Duvall Hecht sowie Buldakow und Iwanow.
1957 gewannen Kloimstein und Sageder bei den Europameisterschaften in Duisburg erneut Silber im Zweier ohne, diesmal hinter den Briten Christopher Davidge und David Leadley. Zwei Jahre später belegten die beiden Österreicher bei den Europameisterschaften in Mâcon den dritten Platz. Bei den Olympischen Spielen 1960 in Rom traten Kloimstein und Sageder ebenfalls im Zweier ohne an und gewannen Silber hinter dem sowjetischen Boot mit Walentin Boreiko und Oleg Golowanow. Vier Jahre später traten Sageder und Kloimstein zum dritten Mal bei Olympischen Spielen an. Bei den Olympischen Spielen 1964 in Tokio starteten sie mit Steuermann Peter Salzbacher im Zweier mit Steuermann und belegten den achten Platz.
Der nur 1,81 Meter große Alfred Sageder startete für den Ruderverein Donau Linz. Seine beiden Söhne Michael und Siegfried Sageder sind auch Ruderer geworden. Zudem hat einer seiner Enkel (Sebastian Sageder) den Weltmeistertitel im Vierer geholt.